# Santé planétaire
 Mise en garde médicale
La santé planétaire est un domaine transdisciplinaire, impulsé par la science fondée sur les preuves, la santé publique, centré sur les liens entre les modifications des écosystèmes dues aux activités humaines et leurs conséquences sur la santé du vivant et des écosystèmes. Mouvement social aussi, elle développe et évalue des solutions pour un monde (plus) équitable, durable, et sain. Elle se développe en incluant les savoirs autochtones, et la Science post-normale face à l'urgence et aux conséquences et enjeux des bouleversements climatiques, effondrement de la biodiversité, pollution, et syndémies.
Elle fait référence à "la santé de la civilisation humaine et l'état des systèmes naturels dont elle dépend", selon la Rockefeller Foundation et The Lancet depuis 2015, qui ont développé le concept sous le nom de Rockefeller Foundation – Lancet Commission on Planetary Health : Commission Lancet - Fondation Rockfeller pour la santé planétaire.

## Histoire
L'idée de la santé planétaire existe depuis plusieurs décennies. En 1993, le médecin norvégien Per Fugelli (en) écrivait : « Le patient Terre est malade. Les perturbations environnementales mondiales peuvent avoir de graves conséquences pour la santé humaine. Il est temps que les médecins proposent un diagnostic sur l'état du monde et conseillent une prise en charge. »
Vingt et un ans plus tard, un commentaire dans le numéro de mars 2014 de la revue médicale The Lancet, lança un appel à initier un mouvement pour la santé planétaire afin de transformer le domaine de la santé publique, traditionnellement concentré sur la santé des populations humaines sans nécessairement tenir compte des écosystèmes naturels environnants. La proposition pointa les menaces émergentes pour les systèmes naturels et artificiels qui font vivre l'humanité. [réf. nécessaire]
En 2015, la Rockefeller Foundation et The Lancet ont lancé le concept sous le nom de « Rockefeller Foundation – Lancet Commission on Planetary Health » : Commission Lancet - Fondation Rockfeller pour la santé planétaire.

## Définitions
S'inspirant de la définition de la santé — « un état de bien-être physique, mental et social complet et pas seulement de l'absence de maladie ou d'infirmité » — ainsi que des principes énoncés dans le préambule de la constitution de l'Organisation mondiale de la santé, le rapport a construit, proposé que la santé planétaire consiste en la « réalisation du plus haut niveau possible de santé, de bien-être et d'équité dans le monde entier, à travers une attention adaptée autant aux systèmes politiques, économiques et sociaux (humains) qui façonnent l'avenir de l'humanité qu'aux systèmes naturels de la Terre qui définissent les limites environnementales sûres dans lesquelles l'humanité peut s'épanouir. » [réf. nécessaire]

## Principes
Le rapport de la Commission du Lancet énonça les principes fondamentaux encadrant l'idée de la santé planétaire. La première est que la santé humaine dépend de "systèmes naturels florissants et de la saine gestion de ces systèmes naturels". Les activités humaines, telles que la production d'énergie et la production alimentaire, ont entraîné un effet global substantiel sur les systèmes de la Terre, incitant les scientifiques à se référer aux temps modernes comme à l'anthropocène. [réf. nécessaire]
Un groupe de spécialistes du système Terre et de l'environnement dirigé par Johan Rockström du Stockholm Resilience Center a proposé un concept comprenant neuf limites planétaires à l' intérieur desquelles l'humanité peut continuer à se développer et à prospérer pour les générations à venir. Selon une mise à jour de 2015, quatre des limites planétaires - changement climatique, intégrité de la biosphère, flux biogéochimiques et changement du système terrestre - avaient déjà été dépassées. 
Le rapport conclut que des actions urgentes et transformatrices étaient nécessaires pour protéger les générations actuelles et futures. Un domaine important qui nécessitait une attention immédiate était le système de gouvernance et d'organisation des connaissances humaines, jugé insuffisant pour faire face aux menaces pour la santé planétaire. [réf. nécessaire]
Le rapport formula plusieurs recommandations générales. L'une consistait à améliorer la gouvernance pour faciliter l'intégration des politiques sociales, économiques et environnementales; et pour la création, la synthèse et l'application de connaissances interdisciplinaires. Les auteurs appelèrent des solutions fondées sur la redéfinition de la prospérité de manière à se concentrer sur l'amélioration de la qualité de vie et la fourniture d'une meilleure santé pour tous, associées au respect de l'intégrité des systèmes naturels. [réf. nécessaire]

## Comparaison avec d'autres domaines
La santé planétaire est considérée comme une réponse à des domaines et paradigmes existants tels que la santé publique, la santé environnementale, l'écosanté, One Health et la santé internationale .
Bien qu'il puisse y avoir des définitions concurrentes de la santé mondiale, elle est définie de manière approchée comme la santé des populations dans un contexte mondial; une réponse à une dynamique transdisciplinaire sur les déterminants de santé favorables, et défavorables; et une amélioration par rapport à l'ancien concept de la santé internationale en mettant l'accent sur la réalisation de l'équité en matière de santé entre tous (ou la lutte contre les inégalités sociales de santé (ISS). Le rédacteur en chef de The Economist, Richard Horton écrit dans un numéro spécial de 2014, sur la santé planétaire, que la santé mondiale n'était plus en mesure de répondre véritablement aux demandes auxquelles les sociétés sont confrontées, car elle était encore trop étroite pour expliquer et éclairer certains défis urgents. " La santé mondiale ne prend pas pleinement en compte le fondement naturel sur lequel les humains vivent - la planète elle-même. Elle ne tient pas non plus compte de la force et de la fragilité des civilisations humaines. ".
Judith Rodin, présidente de la Fondation Rockefeller, déclara la santé planétaire comme une nouvelle discipline de la santé mondiale.

## Enjeux
La santé planétaire se préoccupe de la gouvernance et de l'intendance qui menacent la durabilité de la civilisation humaine, l'environnement et la planète. Plus précisément, elle cherche à relever trois principales catégories de défis: les "défis d'imagination", tels que le fait de ne pas prendre en compte les conséquences humaines ou environnementales à long terme du progrès humain; les «défis de la recherche et de l'information», tels que le sous-financement et le manque d'ambition de la recherche; et les "défis de gouvernance", tels que les retards à l'action environnementale par les gouvernements ou organisations, retards causés par la réticence, l'incertitude, la non-coopération et l'influence des lobbys. 
Un centre d'intérêt éthique principal de la recherche en santé planétaire, est la coopération et la non-coopération humaines sous forme de conflits, de nationalisme et de compétition. L'un des objectifs de la Commission du Lancet sur la santé et le changement climatique prévoit d'utiliser un mécanisme de responsabilisation pour suivre la coopération humaine et étudier le lien entre santé, climat et action politique.
De même, la nutrition et l'alimentation sont d'importants contributeurs à, et indicateurs de la santé planétaire. Les scientifiques postulent que la croissance de la population humaine menace la capacité d'accueil de la planète. Les régimes alimentaires, l'agriculture et la technologie doivent s'adapter pour maintenir les projections démographiques à plus de 9 milliards d'humains, tout en réduisant les conséquences néfastes sur l'environnement causées par le gaspillage alimentaire et les régimes à forte intensité de carbone. La recherche en santé planétaire met l'accent sur les solutions nutritionnelles durables pour l'espèce humaine et l'environnement, ainsi que sur la génération de recherches scientifiques et d'une volonté politique pour créer et mettre en œuvre les solutions souhaitées. 
La santé planétaire recherche de nouvelles solutions à la soutenabilité humaine globale et à la soutenabilité environnementale mondiale, grâce à des collaborations et des recherches dans tous les secteurs, y compris l'économie, l'énergie, l'agriculture, l'eau et la santé. La perte de biodiversité, l'exposition aux polluants, le changement climatique et la consommation de carburant sont autant d'enjeux qui menacent à la fois la santé humaine et climatique, et sont, en tant que tels, des facettes de ce domaine conceptuel. Certains chercheurs pensent que c'est en fait la destruction de la biodiversité par l'humanité et l'invasion des territoires "sauvages" ou antérieurement préservés, qui créent les conditions de nouvelles maladies telles que Covid-19,.

Le CGDD théorise deux frontières à ne pas franchir pour conserver les conditions d’un « bien vivre » : une frontière « intérieure » (plancher) qui représente les besoins humains de base définis comme « plancher social », et une frontière « extérieure » (« plafond environnemental »)  qui symbolise la préservation de l’environnement. 

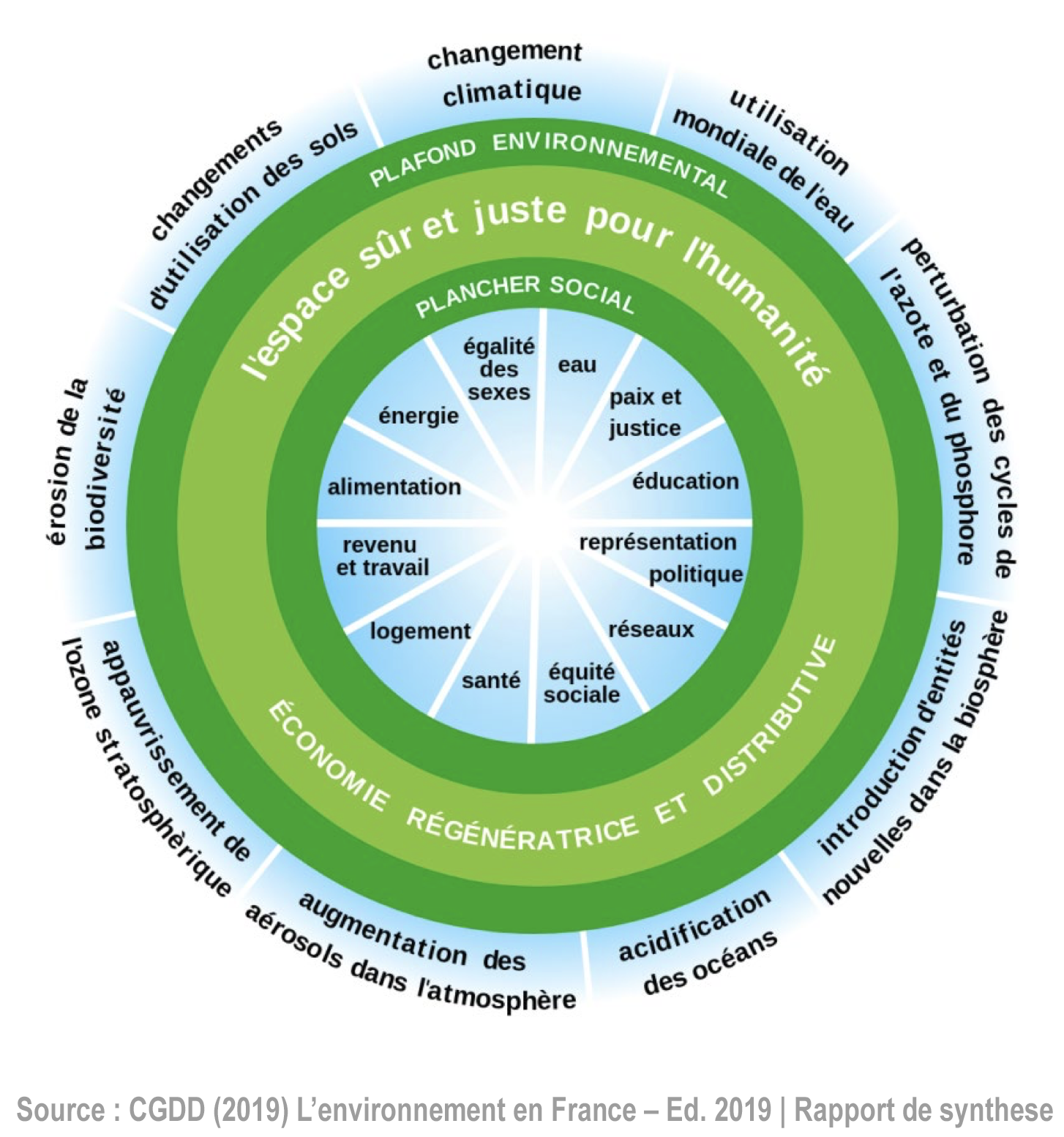

Le « plafond environnemental » correspond aux limites planétaires telles que définies conceptuellement par J. Rockström, à savoir les neuf limites écologiques qu’il ne faudrait pas dépasser pour préserver la stabilité de la planète : le changement climatique, l’érosion de la biodiversité, la perturbation des cycles biogéochimiques de l’azote et du phosphore, les changements d’utilisation des sols, l’acidification des océans, l’utilisation mondiale de l’eau, l’appauvrissement de l’ozone stratosphérique, l’augmentation des aérosols dans l’atmosphère, l’introduction d’entités nouvelles dans la biosphère. 
Le « plancher social » retient onze nécessités de vie ou « dimensions de vie » distinctes,
correspondant aux besoins humains dont personne ne devrait manquer : une alimentation saine et nutritive, l’accès à l’eau potable et à l’hygiène, l’accès aux soins de santé, à une éducation gratuite, à un logement décent, à des services énergétiques adéquats, à des revenus suffisants, à des réseaux de transport et d’information. Ces objectifs doivent être atteints dans le respect de la justice sociale et de la démocratie. Ce plancher social s’appuie sur la Déclaration universelle des droits de l’homme qui établit le droit de chaque individu à la majorité des nécessités de base
Le plancher social a également et nécessairement de fortes interactions avec les 17 objectifs de développement durable (ODD) – et leurs 169 cibles – fixés dans l’Agenda 2030. Ce programme universel de développement durable, adopté en 2015 par les 193 États membres de l’ONU, a pour ambition d’éradiquer la pauvreté et les inégalités en assurant la transition écologique et solidaire à l’horizon 2030. Les ODD couvrent ainsi les enjeux globaux du développement durable tels que le climat, la biodiversité, l’énergie, l’eau, mais également la pauvreté, l’égalité des genres, la prospérité économique ou encore la paix, l’agriculture, l’éducation, la santé, etc.

## Alliances Santé Planétaire: internationale anglophone, francophone
En décembre 2015, l'Université Harvard, en collaboration avec la Wildlife Conservation Society et d'autres partenaires, a fondé la Planetary Health Alliance afin de promouvoir ce concept,. Financée par la Fondation Rockefeller et hébergée à Harvard, l'Alliance vise à soutenir le développement d'un « champ de recherche appliquée, transdisciplinaire, rigoureux, et axé sur les politiques visant à comprendre et à traiter, les implications pour la santé humaine de l'accélération du changement dans la structure et la fonction des systèmes naturels de la Terre. » Les initiatives de l'Alliance comprennent une bourse de la santé planétaire de la Fondation Rockefeller, un cours sur la santé planétaire pour les étudiants de premier cycle de Harvard, et une réunion annuelle sur la santé planétaire, qui s'est tenue pour la première fois en avril 2017 à Boston, Massachusetts.
La revue en accès libre Lancet Planetary Health a publié son premier numéro en avril 2017.
En France l'« Alliance Santé Planétaire » travaille et promeut la SP avec soignants humains chercheurs et décideurs dans un paradigme salutogène issu de la médecine fondée sur les preuves, et débordant en transdisciplinarité sur les paradigmes de science post-normale incluant une démocratisation de l'expertise, une « résistance critique éclairée, de réforme et de construction d'avenirs », une mutualisation des expertises et plaidoyers avec des ONG environnementales, de protection animale, de lutte contre les inégalités et ISS; elle diffuse l'idée de cobénéfices (en) santé-environnement;

## Impact médicamenteux et Indice PBT
Le Conseil du comté de Stockholm et la corporation nationale des pharmacies suédoises (sv), a établi une liste des médicaments avec leur indice de Persistance, Bioaccumulation et Toxicité (PBT) à partir des données fournies par les dossiers d’AMM, les tests de laboratoire et des industriels.